# Clint Mansell
Clint Mansell (Coventry, Reino Unido, 7 de enero de 1963) es un músico y compositor británico, nominado a los Globos de Oro por su labor en las bandas sonoras de importantes filmes como Réquiem por un sueño, Doom o La fuente de la vida, entre otras.

## Vida y obra
Mansell fue el líder y guitarrista del grupo de música británico,  Pop Will Eat Itself. Mansell comenzó a componer música cinematográfica cuando su amigo, el director Darren Aronofsky, le pidió que compusiese la música para su primera película, π.  
A pesar de la buena crítica recepción de la cinta, la música de Mansell pasó desapercibida tanto para los fanes y los críticos.[cita requerida] Sin embargo la Banda Sonora, que colocó el trabajo de Mansell al lado de  obras de Autechre, Aphex Twin, Orbital y Roni Size, ganó muchos adeptos afines a la música electrónica.
Tras el trabajo en π, Mansell escribió la partitura de la siguiente película de Aronofsky, Réquiem por un sueño. La música se convirtió rápidamente en un éxito de culto. El tráiler para El Señor de los Anillos: las dos torres usó una versión remezclada de la composición «Lux Aeterna», regrabada con una orquesta al completo y un coro. Esta pieza, llamada «Requiem for a Tower», fue concebida únicamente para el tráiler y fue compuesta por Simone Benyacar, Dan Nielsen y  Veigar Margeirsson. En octubre de 2006, debido a una considerable demanda de los fanes, la pieza fue publicada como parte del álbum iTunes de Corner Stone Cues, titulado «Requiem for a Tower». Esta obra ha tenido una fuerte presencia en Internet al haber sido utilizada en incontables ocasiones por vídeos de fanes y para tráileres.
La banda sonora de Requiem por un sueño confirmó su popularidad con el disco Requiem for a Dream: Remixed, que contenía nuevas remezclas realizadas por Paul Oakenfold, Josh Wink, Jagz Kooner y Delerium entre otros. La pista «Requiem for a Tower» no fue incluida en este álbum. La pieza «Lux Aeterna» se ha convertido en extremadamente popular y tanto el remix como la original han aparecido en una gran variedad de anuncios y tráileres cinematográficos, incluyendo los tráileres de Zathura y El código Da Vinci. Fue usada para la campaña publicitaria del Allied Irish Banks para la promoción de la Ryder Cup de 2006, y también la utilizó Lil' Jon and the East Side Boyz en el álbum Kings of Crunk.
Otros éxitos notables incluyen el tema principal de la película El agujero, la música para el capítulo piloto de CSI: NY, y la partitura de La fuente de la vida, la cual fue nominada para los Globos de Oro a la mejor banda sonora. A principios de 2011 se confirmó que entraría en el mundo musical de los videojuegos, diseñando la banda sonora de la última parte de la exitosa saga Mass Effect.

## Filmografía seleccionada
- π, 1998
- Réquiem por un sueño, 2000
- World Traveler, 2001
- El agujero, 2001
- Knockaround Guys, 2001
- Abandon, 2002
- Murder by Numbers, 2002
- Sonny, 2002
- The Hire, 2002
- 11:14, 2003
- Sospechoso cero, 2004
- Sahara, 2005
- Doom, 2005
- La fuente de la vida, 2006
- Trust the Man, 2006
- Smokin' Aces, 2006
- Wind Chill, 2007
- In The Wall, 2007
- Definitely, Maybe, 2007
- El luchador, 2008
- Moon, 2009
- L'affaire Farewell, 2009
- The Rebound, 2009
- Last Night, 2010
- Black Swan, 2011
- Faster, 2010
- United, 2011
- Mass Effect 3, 2012 (Videojuego)
- Stoker, 2013
- Filth, 2013
- Noé, 2014
- Loving Vincent, 2017
- In the Earth, 2021